# Pueltxes algarrofers
Els pueltxes algarrofers o pueltxes de Cuyo foren un poble indígena de l'Argentina, anomenats així pels maputxes de Xile quan van penetrar a la zona.
Els pueltxes de Cuyo o algarrofers vivien a Mendoza al nord dels pehuenxes, al pedemont serrà, entre els rius Barrancas-Colorado i el Diamante que els separava dels huarpes. Corresponien als departaments de Malargüe, San Rafael i General Alvear. Habitaven també al nord de la província del Neuquén abans de ser desplaçats pels pehuenxes, al seu torn empesos pels huillitxes serrans.
Eren un grup afí als pehuenxes originals, que també pertanyia al grup huarpid. El seu aliment principal va ser la garrofa (d'aquí el seu nom) i com a diferència substancial amb els pehuenxes que eren bàsicament recol·lectors, va ser el mode de vida caçador. La primera referència dels pueltxes algarrofers la va fer en 1594 Miguel d'Olavarría.
Els seus principals parcialitats van ser: morcoyanes, chiquillanes, oscoyanes i tinguiriricas. Els Chiquillanes habitaven des del turó El Nevado fins al departament General Alvear i el riu Diamante, i sectors limítrofs de Xile. Els morcoyanes ocupaven la regió de la Payunia. En la Campanya de Rosas al Desert de 1833 el cacic morcoyán Vicente Goico participar auxiliant les forces de Mendoza de José Félix Aldao.